# Neoempheria faceta
Neoempheria faceta är en tvåvingeart som beskrevs av Coher 1959. Neoempheria faceta ingår i släktet Neoempheria och familjen svampmyggor. Inga underarter finns listade i Catalogue of Life.